# アミヒカリタケ
アミヒカリタケ（学名：Filoboletus manipularis）は、ハラタケ目キシメジ科アミヒカリタケ属のキノコの一種。
アミヒカリタケ属はクヌギタケ属に近縁で、本種の他に中南米などで14種が発見されている。

## 概容
夏に色々な広葉樹の枯れ木などに群生する。傘の直径は1～3センチ、茎の長さは1.5～4センチになる。色はほぼ白色。傘の裏には管孔があるのが特徴で、傘の表面からも透けて見えることから「アミ」の名がついた。発光性があり、柄の部分が特に強く発光する。
日本では関東から西に発生するが、東南アジア、オーストラリアなどでも発生が報告されている。

## 食・毒
小さいので食用には適さない。